# Euwintonius insulanus
Euwintonius insulanus – gatunek kosarza z podrzędu Laniatores i rodziny Assamiidae.

## Występowanie
Gatunek został wykazany z Nowej Gwinei oraz Archipelagu Bismarcka.